# Канок
Канок (енгл. Cannock) је град у Уједињеном Краљевству у Енглеској. Према процени из 2007. у граду је живело 69.489 становника.

## Становништво
Према процени, у граду је 2008. живело 69.489 становника.
| 1981.  | 1991.  | 2001.  |
| ------ | ------ | ------ |
| 54.503 | 60.106 | 65.022 |

## Партнерски градови
- Дателн